# Saint-Hubert
Saint-Hubert (valonă Sint-Houbert) este un oraș francofon din regiunea Valonia din Belgia. Comuna Saint-Hubert este formată din localitățile Saint-Hubert, Arville, Awenne, Hatrival, Mirwart și Vesqueville. Suprafața sa totală este de 111,16 km². La 1 ianuarie 2008 comuna avea o populație totală de 5.811 locuitori. 
Saint-Hubert se învecinează cu comunele Libin, Libramont-Chevigny, Nassogne,  Sainte-Ode, Tellin și Tenneville.

## Istorie
În secolul al VII-lea, canonicii augustinieni se instalează în cătunul ce pe atunci se chema Andage. Un secol mai târziu, Walcald, episcopul din Liège, zidește în o mănăstire benedictină. În 825 sunt aduse la mănăstire moaștele sfântului Hubert, fost episcop de Liège. Moaștele sfântului ajută la sporirea renumelui mănăstirii, treptat localitatea ajungând să poarte numele acestuia.
Între secolele al XI-lea și al XIII-lea, averea mănăstirii crește datorită numeroaselor donații. Abația este un domeniu indemendent în cadrul Imperiului Romano-german, aflată sub autoritatea spirituală a Episcopatului Liège. În 1525 mănăstirea este jefuită de către hughenoți, în 1602 este invadată de o armată neerlandeză, în 1636 mănăstirea arde din nou, este refăcută, dar în 1659 este incendiată din nou foc, de către soldații francezi. În 1665 se construiește drumul de piatră de la Sedan la Liège, ceea dă mănăstirii un caracter comercial.
Între 1681-1697 trupele franceze ocupă teritoriul, dar în secolul al XVIII-lea mănăstirea redevine prosperă. Trupele revoluționare franceze intră în mănăstire la data de 25 mai 1794 și alungă călugării. Ultimul stareț, Nicolas Spirlet, se refugiează la Monschau unde moare în același an. Bunurile mănăstirii sunt vândute la licitație începând din octombrie 1797. Biserica abației devine biserica parohiei din oraș iar din 1927 a fost ridicată la rangul de bazilică minoră, în onoarea sfântului Hubert. Palatul abației devine sediu al administrațiilor locale, apoi centru de reeducare pentru tineri delicvenți iar din anii 1960 găzduiește arhive ale statului (inclusiv fostele arhive ale mănăstirii) și diverse servicii culturale ale provinciei.
Terenurile arabile au fost reîmpădurite începând cu anii 1950. Dacă în secolul al XIX-lea pădurile ocupau 37% din teritoriul comunei, astăzi ele ocupă peste 70%. Din totalul de păduri, 57% sunt în proprietatea comunei, 36% în proprietatea statului, iar 7% sunt private.

## Populație
- 1801: 1.171 locuitori
- 1910: 3.475
- 1977: 5.585
- 2008: 5.811